# Karl Spiehs
Karl Spiehs, ou Carl Spiehs, né le 20 février 1931 à Dunkelstein, quartier de Ternitz et mort dans la même ville le 27 janvier 2022, est un producteur de cinéma autrichien.

## Biographie
Il est le fils de Karl et Anna Spiehs, des aubergistes. Il apprend l'hôtellerie et joue un petit rôle dans L'Auberge du Cheval-Blanc dans une représentation dans l'établissement parental. Il se fait un nom en tant que producteur de concerts. En 1960, il devient coproducteur du film Glocken läuten überall et fait son entrée dans le cinéma.
L'année suivante, il travaille pour le Wiener Stadthalle comme directeur de production. En 1965, il fonde sa propre société de production, "Intercontinental-Film". En 1967, il prend une participation à 50 % dans la société de Paul Löwinger, Lisa Film. Au milieu des années 1970, il crée sa propre société de distribution "Residenz-Film" pour ses propres films et des films étrangers dans ses propres salles. Elle est restructurée dans les années 1980 et prend le nom de "Tivoli".
Spiehs produit un grand nombre de comédies et d'autres films de divertissement, comme les Lederhosenfilms qui ont un succès grand public mais sont méprisés par la critique. Il travaille souvent au Wörthersee où il a sa résidence d'été. Il tourne parfois dans les films qu'il produit, le plus souvent en policier. Il fait rarement des films sophistiqués comme l'adaptation (de) de La Ronde par Otto Schenk, ou Jeder stirbt für sich allein d'après Hans Fallada.
Au début des années 1990, il se met à produire pour la télévision. La série Ein Schloß am Wörthersee connaît un grand succès sur RTL Television. Il regagne de la considération avec Die Rückkehr des Tanzlehrers (de) en 2004.
En 1966, il se marie avec l'actrice Angelika Ott avec qui il a deux fils, David (de) et Benjamin qui deviendront producteurs et reprendront ses sociétés.

## Filmographie (sélection)
| - 1962 : Tanze mit mir in den Morgen - 1962 : Unsere tollen Nichten - 1963 : Ist Geraldine ein Engel? - 1963 : Mit besten Empfehlungen - 1963 : Das große Liebesspiel - 1963 : Rote Lippen soll man küssen (Die ganze Welt ist himmelblau) - 1963 : La Chevauchée vers Santa Cruz - 1964 : Unsere tollen Tanten in der Südsee - 1964 : Frühstück mit dem Tod - 1964 : Das hab ich von Papa gelernt - 1964 : Le Ranch de la vengeance - 1964 : Happy-End am Wörthersee (de) - 1964 : DM-Killer - 1965 : Du suif dans l'Orient-Express - 1965 : Belles d'un soir - 1966 : Maigret fait mouche - 1966 : Comment séduire un play-boy en l'an 2000 (Bel Ami 2000 oder Wie verführt man einen Playboy?) de Michael Pfleghar - 1966 : Le Carnaval des barbouzes - 1966 : Les Colts de la violence - 1966 : Guet-apens à Téhéran (Das Geheimnis der gelben Mönche) de Manfred R. Köhler - 1966 : La Fontaine aux mille plaisirs - 1966 : Opération Opium (The Poppy Is Also a Flower) - 1967 : Das Rasthaus der grausamen Puppen - 1967 : Les Salauds se portent bien (de) - 1967 : Couchés dans le foin... - 1967 : Mittsommernacht - 1967 : 69 Liebesspiele - 1968 : Paradies der flotten Sünder - 1968 : Peter und Sabine - 1968 : Immer Ärger mit den Paukern (de) - 1969 : Catherine, il suffit d'un amour - 1969 : Ehepaar sucht gleichgesinntes - 1969 : Les petites chattes sont toutes gourmandes - 1969 : Au secours j'aime des jumelles ! (de) - 1969 : Unser Doktor ist der Beste (de) - 1970 : Wenn du bei mir bist (de) - 1970 : Quand les profs s'envolent - 1970 : Musik, Musik – da wackelt die Penne (de) - 1970 : Wer zuletzt lacht, lacht am besten (de) - 1970 : L'Entrejambe - 1970 : Wenn die tollen Tanten kommen (de) - 1971 : Tante Trude aus Buxtehude - 1971 : Wenn mein Schätzchen auf die Pauke haut (de) - 1971 : Mache alles mit - 1971 : Rudi, benimm dich! (de) - 1971 : Die tollen Tanten schlagen zu (de) - 1971 : Hochwürden drückt ein Auge zu (de) - 1971 : Kinderarzt Dr. Fröhlich - 1972 : Vendredi sanguinaire - 1972 : Immer Ärger mit Hochwürden - 1972 : Meine Tochter – deine Tochter (de) - 1972 : Der Schrei der schwarzen Wölfe (de) - 1972 : Trubel um Trixie (de) - 1973 : Blau blüht der Enzian (de) - 1973 : Crazy – total verrückt - 1973 : Was Schulmädchen verschweigen - 1973 : La Ronde (de) - 1973 : Geh, zieh dein Dirndl aus | - 1973 : Die blutigen Geier von Alaska - 1973 : Wenn jeder Tag ein Sonntag wär - 1974 : Julia et les hommes (de) - 1974 : Alpenglühn im Dirndlrock - 1974 : Bohr weiter, Kumpel - 1974 : Auf der Alm, da gibt's koa Sünd - 1974 : Zwei im siebten Himmel - 1975 : Seul dans Berlin (Jeder stirbt für sich allein ) - 1975 : Was treibt die Maus im Badehaus? - 1976 : Delicia, ou la croisière des caresses - 1977 : Vanessa - 1977 : C'est à vous tout ça? - 1977 : Drei Schwedinnen in Oberbayern - 1977 : Die Insel der tausend Freuden - 1978 : Hurra, die Schwedinnen sind da - 1978 : Dans la chaleur des nuits d'été - 1978 : Das Love-Hotel in Tirol - 1978 : Popcorn und Himbeereis - 1979 : Sunnyboy und Sugarbaby - 1979 : Cola, Candy, Chocolate - 1979 : Die Schulmädchen vom Treffpunkt Zoo - 1979 : On est venu là pour s'éclater - 1979 : Graf Dracula (beißt jetzt) in Oberbayern - 1980 : Les Folles nuits d'Ibiza - 1980 : Zärtlich aber frech wie Oskar - 1980 : Drei Schwedinnen auf der Reeperbahn - 1980 : La Lune de sang - 1981 : Ein Kaktus ist kein Lutschbonbon (de) - 1981 : Die nackten Superhexen vom Rio Amore - 1981 : Kalt wie Eis - 1981 : Piratensender Powerplay - 1981 : Banana Joe - 1982 : Ein dicker Hund - 1982 : La Jungle en folie - 1982 : Babystrich im Sperrbezirk - 1983 : Die Supernasen (de) - 1982 : Das verrückte Strandhotel (de) - 1983 : Sunshine Reggae auf Ibiza (de) - 1983 : Schulmädchen '84 - 1984 : Seitenstechen - 1984 : Mama Mia - Nur keine Panik - 1984 : Zwei Nasen tanken Super (de) - 1984 : Coconuts - 1984 : Drei und eine halbe Portion - 1985 : Die Einsteiger (de) - 1985 : Rote Rosen für ein Callgirl - 1985 : Die Schokoladenschnüffler - 1986 : Geld oder Leber (de) - 1986 : Kunyonga – Mord in Afrika (de) - 1986 : Bitte lasst die Blumen leben - 1987 : Zärtliche Chaoten (de) - 1988 : Starke Zeiten (de) - 1988 : Zärtliche Chaoten II (de) - 1988 : Killing Blue - 1988 : Silence Like Glass - 1989 : Gummibärchen küßt man nicht (de) - 1990 : Eine Frau namens Harry - 1992 : Fiorile |

### Télévision
| - 1990 : Ein Schloß am Wörthersee (série, jusqu'en 1993) - 1991 : Die große Freiheit (série, jusqu'en 1992) - 1992 : Almenrausch und Pulverschnee (série) - 1993 : Peter und Paul (série, jusqu'en 1994) - 1993 : Der blaue Diamant - 1993 : Hochwürden erbt das Paradies - 1993 : Tierärztin Christine - 1993 : Das Paradies am Ende der Berge - 1993 : Der Heiratsvermittler - 1994 : Immer Ärger mit Nicole - 1994 : Sonne über dem Dschungel - 1994 : Drei zum Verlieben (série) - 1994 : Unsere Schule ist die Beste (série) - 1994 : Mein Freund, der Lipizzaner - 1994 : Liebling, ich muss auf Geschäftsreise - 1995 : Klinik unter Palmen (série, jusqu'en 2002) - 1995 : Der schwarze Fluch – Tödliche Leidenschaften - 1995 : Ein Richter zum Küssen - 1995 : Tierärztin Christine - Eine Frau kämpft sich durch - 1996 : Hochwürdens Ärger mit dem Paradies - 1996 : Fröhlich geschieden - 1997 : Die Superbullen - 1997 : Fröhliche Chaoten - 1997 : Ein Herz wird wieder jung - 1998 : Die blaue Kanone - 1998 : Tödliche Diamanten - 1998 : Letzte Chance für Harry - 1998 : Tierärztin Christine - Abenteuer in Südafrika | - 1999 : Das Mädchen aus der Torte - 1999 : Der Pfundskerl (série, jusqu'en 2004) - 2000 : Seitensprung ins Glück - 2000 : Zwei unter einem Dach - 2001 : Herzensfeinde - 2001 : Der Bestseller (série, jusqu'en 2004) - 2001 : Eine Insel zum Träumen - Koh Samui - 2001 : Liebe, Lügen, Leidenschaften (série, jusqu'en 2002) - 2002 : Drei unter einer Decke - 2002 : Die Jungen von der Paulstraße - 2002 : Ein himmlisches Weihnachtsgeschenk - 2002 : August, der Glückliche - 2003 : Hochwürden wird Papa - 2003 : Das Traumhotel (série) - 2003 : Alles Glück dieser Erde - 2003 : Die Rückkehr des Tanzlehrers (de) - 2004 : Wenn der Vater mit dem Sohne - 2004 : Weißblaue Wintergeschichten (série, jusqu'en 2005) - 2004 : Familie Sonnenfeld (série) - 2005 : Les Enquêtes d'Agatha (série) - 2005 : Pour l'amour du ciel - 2005 : Un Noël tout en douceurs - 2005 : König der Herzen - 2005 : Die Alpenklinik - 2006 : Tod eines Keilers - 2006 : Meurtres en haute société - 2008 : Das Traumhotel – China - 2013 : Das Traumhotel – Myanmar |